# Sudamericano de Rugby 1989
El Sudamericano de Rugby de 1989 se jugó del 7 al 17 de octubre en Uruguay por lo que la organización estuvo a cargo de la unión de rugby de ese país y por primera vez fue fiscalizada por la CONSUR fundada el año anterior. Los 10 partidos se disputaron en el estadio Charrúa de Montevideo.

## Equipos participantes
- Selección de rugby de Argentina (Los Pumas)
- Selección de rugby de Brasil (Los Vitória-régia)
- Selección de rugby de Chile (Los Cóndores)
- Selección de rugby de Paraguay (Los Yacarés)
- Selección de rugby de Uruguay (Los Teros)

## Posiciones
| Pos. | Equipo    | Encuentros | Encuentros | Encuentros | Encuentros | Tantos  | Tantos    | Tantos     | Puntos |
| Pos. | Equipo    | jugados    | ganados    | empatados  | perdidos   | a favor | en contra | diferencia | Puntos |
| ---- | --------- | ---------- | ---------- | ---------- | ---------- | ------- | --------- | ---------- | ------ |
| 1    | Argentina | 4          | 4          | 0          | 0          | 248     | 30        | + 218      | 8      |
| 2    | Uruguay   | 4          | 3          | 0          | 1          | 109     | 71        | + 38       | 6      |
| 3    | Chile     | 4          | 2          | 0          | 2          | 87      | 84        | + 3        | 4      |
| 4    | Brasil    | 4          | 1          | 0          | 3          | 73      | 207       | - 134      | 2      |
| 5    | Paraguay  | 4          | 0          | 0          | 4          | 34      | 159       | - 125      | 0      |

Nota: Se otorgan 2 puntos al equipo que gane un partido, 1 al que empate, 0 al que pierda

## Resultados[2]

### Primera Fecha
| 7 de octubre | Chile | 12 - 9 | Paraguay | Estadio Charrúa, Montevideo, Uruguay |  |

| 7 de octubre | Uruguay | 44 - 13 | Brasil | Estadio Charrúa, Montevideo, Uruguay |  |

### Segunda Fecha
| 8 de octubre | Argentina | 103 - 0 | Brasil | Estadio Charrúa, Montevideo, Uruguay |  |

| 8 de octubre | Uruguay | 32 - 7 | Paraguay | Estadio Charrúa, Montevideo, Uruguay |  |

### Tercera Fecha
| 10 de octubre | Argentina | 36 - 9 | Chile | Estadio Charrúa, Montevideo, Uruguay |  |

| 10 de octubre | Brasil | 40 - 11 | Paraguay | Estadio Charrúa, Montevideo, Uruguay |  |
|               |        | Reporte |          |                                      |  |

### Cuarta Fecha
| 12 de octubre | Argentina | 75 - 7 | Paraguay | Estadio Charrúa, Montevideo, Uruguay |  |

| 12 de octubre | Uruguay | 19 - 17 | Chile | Estadio Charrúa, Montevideo, Uruguay |  |

### Quinta Fecha
| 14 de octubre | Chile | 49 - 20 | Brasil | Estadio Charrúa, Montevideo, Uruguay |  |

| 14 de octubre | Uruguay | 14 - 34 | Argentina | Estadio Charrúa, Montevideo, Uruguay |  |

| Bandera de Argentina |
| Campeón Argentina    |
| Décimo quinto título |